# Station Mountain Ash
Mountain Ash is een spoorwegstation van National Rail in Rhondda Cynon Taf in Wales. Het station is eigendom van Network Rail en wordt beheerd door Transport for Wales. Het station is geopend in 1888.